# World Heroes 2
World Heroes 2 est un jeu vidéo de combat développé par ADK et édité par SNK en 1993 sur borne d'arcade Neo-Geo MVS et sur console Neo-Geo AES, puis en 1995 sur Neo-Geo CD (NGM 057),,,. Le jeu a été porté sur les consoles PC Engine, Super Famicom, PlayStation 2 et Wii console virtuelle. C'est la suite de World Heroes sorti en 1992 et le deuxième épisode de la série World Heroes.

## Série
1. World Heroes (1992)
2. World Heroes 2 (1993)
3. World Heroes 2 Jet (1994)
4. World Heroes Perfect (1995)
5. World Heroes Anthology (2007)

## Portage
- PC Engine (1994)
- Super Famicom (1994)
- PlayStation 2 (2007)
- Wii Console virtuelle (2011)